# Bitwa pod Edrei
Bitwa pod Edrei – konflikt zbrojny pomiędzy Izraelitami pod wodzą Mojżesza w czasie ich wędrówki do Ziemi Obiecanej a władcą Baszanu – Ogiem. Izraelici pokonali wojska Oga pod Edrei i zajęli jego terytorium. O bitwie wzmiankują Księga Liczb oraz Księga Powtórzonego Prawa.